# Чемпіонат світу з фігурного катання
Чемпіонат світу з фігурного катання — щорічне змагання з фігурного катання, організовується Міжнародним союзом ковзанярів (ІСУ). Це змагання вважається найпрестижнішим серед всіх турнірів ІСУ, який також проводить такі щорічні змагання, як Чемпіонат Європи, Чемпіонат Чотирьох континентів і Чемпіонат світу серед юніорів.
На турнірі спортсмени змагаються за звання чемпіона світу у категоріях: одиночне фігурне катання (серед чоловіків і жінок), парне фігурне катання і спортивні танці на льоду. Як правило, змагання проводиться у березні.

## Історія
Перший чемпіонат був проведений у 1896 році в Санкт-Петербурзі за ініціативою В'ячеслава Срезневського. Спочатку змагалися лише чоловіки в одиночній програмі. Правил, що регламентують участь жінок, не було — так що у 1902 році Медж Сайерс-Кейв змагалася на рівні з чоловіками і завоювала срібло. Багато хто, включаючи чемпіона Ульріха Сальхова, вважали, що вона заслуговує золотої медалі. Після цього жінкам було заборонено брати участь в чоловічій програмі, і у 1906 році в програмі з'явилося жіноче одиночне катання. Перші змагання серед пар були проведені на чемпіонаті 1908 року. На чемпіонаті 1930 року вперше проводилися змагання з трьох дисциплін в одному місці, цей же чемпіонат став першим, проведеним не в Європі. Змагання зі спортивних танців вперше були офіційно проведені у 1952 році.
Спочатку судді запрошувалися господарями Чемпіонату і найчастіше були з цієї ж країни. Це могло призводити до необ'єктивного суддівства. На Чемпіонаті 1927 року, що проходив у Норвегії, троє з п'яти суддів були з цієї країни, і віддали перше місце співвітчизниці Соні Гені, а судді з Австрії та Німеччини віддали перше місце попередній чемпіонці, австрійці Гермі Планк-Сабо. ІСУ запровадив правило, згідно з яким допускається не більше одного судді з країни.
У 1960 році було обмежено кількість учасників від однієї країни — максимум три учасники в одній дисципліні. У 1991 році було виключено обов'язкову програму. З 1996 року запроваджено вікові обмеження для учасників Чемпіонату світу. Для участі в нинішньому Чемпіонаті вони повинні досягти 15 років на 1 липня минулого року. Шестибальну систему оцінок було скасовано у 2004 році. Починаючи з 2005 року виступи фігуристів оцінювали за новою системою суддівства.
Через велику кількість учасників на Чемпіонатах, іноді змагання включало кваліфікаційний раунд для жіночого та чоловічого одиночних програм, окрім звичайних короткої та довільної програм. Після чемпіонату 2006 року в Калгарі, конгрес ІСУ проголосував за скасування кваліфікаційного раунду. Після короткої програми по 24 найкращих одиночних учасників і 20 найкращих пар продовжують довільну програму. У спортивних танцях також найкращі 20 пар після короткого танцю продовжують змагання у довільному танці.
З 2010 року учасники повинні у попередніх змаганнях у короткій та довільній програмах перевершити мінімум TES:
| Дисципліна | Коротка програма | Довільна програма |
| Чоловіки   | 20               | 35                |
| Жінки      | 15               | 25                |
| Пари       | 17               | 30                |
| Танці      | 17               | 27                |
| ---------- | ---------------- | ----------------- |

## Система кваліфікації
Спортсмени беруть участь у Чемпіонаті за національним принципом. Кожна національна організація фігурного катання, що входить в ІСУ, за замовчуванням має право виставити одного спортсмена в одиночних видах і команду у парних. Деяким країнам дозволено виставляти 2 або 3 учасників в дисципліні, в залежності від того, наскільки успішним був виступ на попередньому чемпіонаті. Максимальне представництво від однієї країни в одній дисципліні — три учасники/пари. Право висувати на наступний Чемпіонат більше одного учасника/пари надається в залежності від зароблених фігуристами місць на поточному Чемпіонаті:
| Кількість одиночників/пара на поточному чемпіонаті | 3 одиночники/пари на наступному чемпіонаті      | 2 одиночники/пари на наступному чемпіонаті      |
| -------------------------------------------------- | ----------------------------------------------- | ----------------------------------------------- |
| 1                                                  | Перше або друге місце                           | Перші 10 місць                                  |
| 2                                                  | Сума місць менше або дорівнює 13                | Сума місць менше або дорівнює 28                |
| 3                                                  | Сума найкращих двох місць менше або дорівнює 13 | Сума найкращих двох місць менше або дорівнює 28 |

При цьому учасники, яких відібрали в довільну програму (довільний танець), але які посіли місця нижче 16-го, отримують 16 балів, а ті, які не пройшли в довільну — 18 балів (танцюристи, які не пройшли в оригінальний танець, отримують по 20 балів).
Хто конкретно від кожної країни братиме участь у Чемпіонаті визначається національними регулюючими органами на підставі результатів спортсменів у сезоні на внутрішніх або міжнародних змаганнях. Усім спортсменам, які беруть участь у турнірі, повинно виповнитися 15 років на 1 липня року, що передує року проведення чемпіонату.
Однак, з сезону 2010—2011, частина учасників повинні проходити кваліфікацію для отримання допуску до виконання короткої програми/танцю. Скільки учасників/пар, безпосередньо, від кожної країни потрапить до змагання, а скільки будуть проходити кваліфікацію перед турніром, визначається за таким принципом: у перший сегмент змагань, безпосередньо, країни можуть виставити стільки учасників, скільки їхніх представників знаходилося на перших 18-ти місцях у одиночників, 12-ти в парах і 15-ти в танцях на попередньому Чемпіонаті. Якщо, створюється ситуація, коли всі учасники попереднього Чемпіонату від країни увійшли в перші 18 (12,15) місць, але по першому пункту відбору (див. таблицю) у країни є право виставити менше число учасників на поточний Чемпіонат, то вільне місце віддається країні, спортсмен/пари якої посів на попередньому Чемпіонаті наступне за порядком місце.
Решта учасники виконують свої довільні програми (танці) у кваліфікаційному сегменті, і з них перші 12 місць одиночників, 8 пар і 10 танцювальних дуетів допускаються до основних змагань.
Так, на Чемпіонаті світу 2011 такі країни заявляють більше одного учасника:
| Місць | Чоловіки                            | Жінки                                                   | Пари                 | Танці                                                 |
| ----- | ----------------------------------- | ------------------------------------------------------- | -------------------- | ----------------------------------------------------- |
| 3     | Канада Японія США                   | Японія                                                  | КНР Росія            | Канада США                                            |
| 2     | Бельгія Чехія Франція Італія Швеція | Канада Фінляндія Італія Росія Південна Корея Швеція США | Канада Німеччина США | Франція Угорщина Ізраїль Італія Росія Велика Британія |

## Медалісти

### Чоловіче одиночне катання

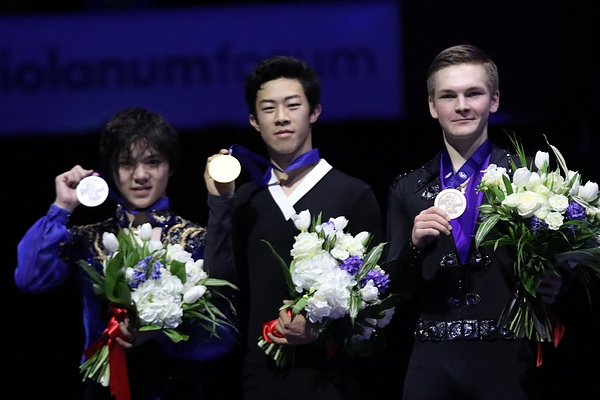
Призери Чемпіонату світу 2018 (зліва направо): Сьома Уно (срібло), Натан Чен (золото), Михайло Коляда (бронза)

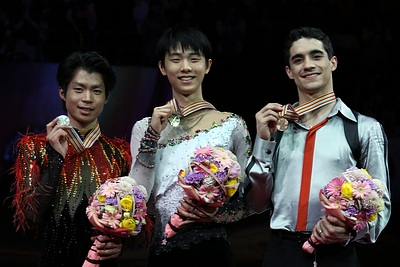
Призери Чемпіонату світу 2014 (зліва направо): Тацукі Матіда (срібло), Юдзуру Ханю (золото), Хав'єр Фернандес (бронза)

Список призерів:
| Медалісти в чоловічому одиночному катанні | Медалісти в чоловічому одиночному катанні                     | Медалісти в чоловічому одиночному катанні                     | Медалісти в чоловічому одиночному катанні                     | Медалісти в чоловічому одиночному катанні                     |
| ----------------------------------------- | ------------------------------------------------------------- | ------------------------------------------------------------- | ------------------------------------------------------------- | ------------------------------------------------------------- |
| Рік                                       | Місце                                                         | Золото                                                        | Срібло                                                        | Бронза                                                        |
| 1896                                      | Санкт-Петербург, Росія                                        | Гілберт Фукс                                                  | Густав Хюгель                                                 | Георгій Сандерс                                               |
| 1897                                      | Стокгольм, Швеція                                             | Густав Хюгель                                                 | Ульріх Сальхов                                                | Джон Левстад                                                  |
| 1898                                      | Лондон, Велика Британія                                       | Хенніг Гренадер                                               | Густав Хюгель                                                 | Гілберт Фукс                                                  |
| 1899                                      | Давос, Швейцарія                                              | Густав Хюгель                                                 | Ульріх Сальхов                                                | Едгар Саєрс                                                   |
| 1900                                      | Давос, Швейцарія                                              | Густав Хюгель                                                 | Ульріх Сальхов                                                | не було інших учасників                                       |
| 1901                                      | Стокгольм, Швеція                                             | Ульріх Сальхов                                                | Гілберт Фукс                                                  | не було інших учасників                                       |
| 1902                                      | Лондон, Велика Британія                                       | Ульріх Сальхов                                                | Медж Сайерс-Кейв                                              | Мартін Гордон                                                 |
| 1903                                      | Санкт-Петербург, Росія                                        | Ульріх Сальхов                                                | Микола Панін-Коломенкін                                       | Макс Бохач                                                    |
| 1904                                      | Берлін, Німеччина                                             | Ульріх Сальхов                                                | Генріх Бургер                                                 | Мартін Гордон                                                 |
| 1905                                      | Стокгольм, Швеція                                             | Ульріх Сальхов                                                | Макс Бохач                                                    | Пер Торен                                                     |
| 1906                                      | Мюнхен, Німеччина                                             | Гілберт Фукс                                                  | Генріх Бургер                                                 | Брор Мейер                                                    |
| 1907                                      | Відень, Австро-Угорщина                                       | Ульріх Сальхов                                                | Макс Бохач                                                    | Гілберт Фукс                                                  |
| 1908                                      | Троппау, Австро-Угорщина                                      | Ульріх Сальхов                                                | Гілберт Фукс                                                  | Генріх Бургер                                                 |
| 1909                                      | Стокгольм, Швеція                                             | Ульріх Сальхов                                                | Пер Торен                                                     | Ернст Херц                                                    |
| 1910                                      | Давос, Швейцарія                                              | Ульріх Сальхов                                                | Вернер Ріттбергер                                             | Андор Зенде                                                   |
| 1911                                      | Троппау, Австро-Угорщина                                      | Ульріх Сальхов                                                | Вернер Ріттбергер                                             | Фріц Кахлер                                                   |
| 1912                                      | Манчестер, Велика Британія                                    | Фріц Кахлер                                                   | Вернер Ріттбергер                                             | Андор Зенде                                                   |
| 1913                                      | Відень, Австро-Угорщина                                       | Фріц Кахлер                                                   | Віллі Беклі                                                   | Андор Зенде                                                   |
| 1914                                      | Гельсінгфорс, Фінляндія                                       | Гостe Сандал                                                  | Фріц Кахлер                                                   | Віллі Беклі                                                   |
| 1915—1921                                 | Чемпіонати не проводилися через Першу світову війну           | Чемпіонати не проводилися через Першу світову війну           | Чемпіонати не проводилися через Першу світову війну           | Чемпіонати не проводилися через Першу світову війну           |
| 1922                                      | Стокгольм, Швеція                                             | Гілліс Графстрем                                              | Фріц Кахлер                                                   | Віллі Беклі                                                   |
| 1923                                      | Стокгольм, Швеція                                             | Фріц Кахлер                                                   | Віллі Беклі                                                   | Госте Сандал                                                  |
| 1924                                      | Стокгольм, Швеція                                             | Гілліс Графстрем                                              | Віллі Беклі                                                   | Ернст Оппахер                                                 |
| 1925                                      | Відень, Австрія                                               | Віллі Беклі                                                   | Фріц Кахлер                                                   | Отто Прейсекер                                                |
| 1926                                      | Берлін, Німеччина                                             | Віллі Беклі                                                   | Отто Прейсекер                                                | Джон Пейдж                                                    |
| 1927                                      | Давос, Швейцарія                                              | Віллі Беклі                                                   | Отто Прейсекер                                                | Карл Шефер                                                    |
| 1928                                      | Берлін, Німеччина                                             | Віллі Беклі                                                   | Карл Шефер                                                    | Хуго Дістлер                                                  |
| 1929                                      | Лондон, Велика Британія                                       | Гілліс Графстрем                                              | Карл Шефер                                                    | Людвіг Ред                                                    |
| 1930                                      | Нью-Йорк США                                                  | Карл Шефер                                                    | Роджер Тернер                                                 | Георг Гаучі                                                   |
| 1931                                      | Берлін, Німеччина                                             | Карл Шефер                                                    | Роджер Тернер                                                 | Ернст Байєр                                                   |
| 1932                                      | Монреаль, Канада                                              | Карл Шефер                                                    | Бад Уілсон                                                    | Ернст Байєр                                                   |
| 1933                                      | Цюрих, Швейцарія                                              | Карл Шефер                                                    | Ернст Байєр                                                   | Маркус Нікканен                                               |
| 1934                                      | Стокгольм, Швеція                                             | Карл Шефер                                                    | Ернст Байєр                                                   | Ерік Ердош                                                    |
| 1935                                      | Будапешт, Угорщина                                            | Карл Шефер                                                    | Жак Дан                                                       | Денеш Патакі                                                  |
| 1936                                      | Париж, Франція                                                | Карл Шефер                                                    | Грем Шарп                                                     | Фелікс Каспар                                                 |
| 1937                                      | Лондон, Велика Британія                                       | Фелікс Каспар                                                 | Грем Шарп                                                     | Елмер Тертак                                                  |
| 1938                                      | Берлін, Німеччина                                             | Фелікс Каспар                                                 | Грем Шарп                                                     | Герберт Олвард                                                |
| 1939                                      | Берлін, Німеччина                                             | Грем Шарп                                                     | Фредді Томлінс                                                | Хорст Фабер                                                   |
| 1940—1946                                 | Чемпіонат не проводився через Другу світову війну             | Чемпіонат не проводився через Другу світову війну             | Чемпіонат не проводився через Другу світову війну             | Чемпіонат не проводився через Другу світову війну             |
| 1947                                      | Стокгольм, Швеція                                             | Ганс Гершвіллер                                               | Річард Баттон                                                 | Артур Апфель                                                  |
| 1948                                      | Давос,Швейцарія                                               | Річард Баттон                                                 | Ганс Гершвіллер                                               | Еде Кірай                                                     |
| 1949                                      | Париж, Франція                                                | Річард Баттон                                                 | Еде Кірай                                                     | Еді Рада                                                      |
| 1950                                      | Лондон, Велика Британія                                       | Річард Баттон                                                 | Еде Кірай                                                     | Хейз Алан Дженкінс                                            |
| 1951                                      | Мілан, Італія                                                 | Річард Баттон                                                 | Джеймс Гроген                                                 | Гельмут Зайбт                                                 |
| 1952                                      | Париж, Франція                                                | Річард Баттон                                                 | Джеймс Гроген                                                 | Хейз Алан Дженкінс                                            |
| 1953                                      | Давос, Швейцарія                                              | Хейз Алан Дженкінс                                            | Джеймс Гроген                                                 | Карло Фассі                                                   |
| 1954                                      | Осло, Норвегія                                                | Хейз Алан Дженкінс                                            | Джеймс Гроген                                                 | Ален Жілетт                                                   |
| 1955                                      | Відень, Австрія                                               | Хейз Алан Дженкінс                                            | Рональд Робертсон                                             | Девід Дженкінс                                                |
| 1956                                      | Гарміш-Партенкірхен, ФРН                                      | Хейз Алан Дженкінс                                            | Рональд Робертсон                                             | Девід Дженкінс                                                |
| 1957                                      | Колорадо-Спрінгс, США                                         | Девід Дженкінс                                                | Тім Браун                                                     | Чарльз Снеллінг                                               |
| 1958                                      | Париж, Франція                                                | Девід Дженкінс                                                | Тім Браун                                                     | Ален Жілетт                                                   |
| 1959                                      | Колорадо-Спрінгс, США                                         | Девід Дженкінс                                                | Дональд Джексон                                               | Тім Браун                                                     |
| 1960                                      | Ванкувер, Канада                                              | Ален Жілетт                                                   | Дональд Джексон                                               | Ален Кальмі                                                   |
| 1961                                      | Скасовано через авіакатастрофу 15 лютого 1961                 | Скасовано через авіакатастрофу 15 лютого 1961                 | Скасовано через авіакатастрофу 15 лютого 1961                 | Скасовано через авіакатастрофу 15 лютого 1961                 |
| 1962                                      | Прага, Чехословаччина                                         | Дональд Джексон                                               | Кароль Дивин                                                  | Ален Кальмі                                                   |
| 1963                                      | Кортіна д'Ампеццо, Італія                                     | Дональд Макферсон                                             | Ален Кальмі                                                   | Манфред Шнельдорфер                                           |
| 1964                                      | Дортмунд, ФРН                                                 | Манфред Шнельдорфер                                           | Ален Кальмі                                                   | Кароль Дивин                                                  |
| 1965                                      | Колорадо-Спрінгс, США                                         | Ален Кальмі                                                   | Скотт Аллен                                                   | Дональд Найт                                                  |
| 1966                                      | Давос, Швейцарія                                              | Еммеріх Данцер                                                | Вольфганг Шварц                                               | Гарі Вісконті                                                 |
| 1967                                      | Відень, Австрія                                               | Еммеріх Данцер                                                | Вольфганг Шварц                                               | Гарі Вісконті                                                 |
| 1968                                      | Женева, Швейцарія                                             | Еммеріх Данцер                                                | Тім Вуд                                                       | Патрік Пера                                                   |
| 1969                                      | Колорадо-Спрінгс, США                                         | Тім Вуд                                                       | Ондрей Непела                                                 | Патрік Пера                                                   |
| 1970                                      | Любляна, Югославія                                            | Тім Вуд                                                       | Ондрей Непела                                                 | Гюнтер Цоллер                                                 |
| 1971                                      | Ліон, Франція                                                 | Ондрей Непела                                                 | Патрік Пера                                                   | Сергій Четверухін                                             |
| 1972                                      | Калгарі, Канада                                               | Ондрей Непела                                                 | Сергій Четверухін                                             | Володимир Ковальов                                            |
| 1973                                      | Братислава, Чехословаччина                                    | Ондрей Непела                                                 | Сергій Четверухін                                             | Ян Хоффман                                                    |
| 1974                                      | Мюнхен, ФРН                                                   | Ян Хоффман                                                    | Сергій Волков                                                 | Толлер Кренстон                                               |
| 1975                                      | Колорадо-Спрінгс, США                                         | Сергій Волков                                                 | Володимир Ковальов                                            | Джон Каррі                                                    |
| 1976                                      | Гетеборг, Швеція                                              | Джон Каррі                                                    | Володимир Ковальов                                            | Ян Хоффман                                                    |
| 1977                                      | Токіо, Японія                                                 | Володимир Ковальов                                            | Ян Хоффман                                                    | Мінору Сано                                                   |
| 1978                                      | Оттава, Канада                                                | Чарльз Тікнер                                                 | Ян Хоффман                                                    | Робін Казінс                                                  |
| 1979                                      | Відень, Австрія                                               | Володимир Ковальов                                            | Робін Казінс                                                  | Ян Хоффман                                                    |
| 1980                                      | Дортмунд, ФРН                                                 | Ян Хоффман                                                    | Робін Казінс                                                  | Чарльз Тікнер                                                 |
| 1981                                      | Гартфорд, США                                                 | Скотт Гамільтон                                               | Девід Санті                                                   | Ігор Бобрін                                                   |
| 1982                                      | Копенгаген, Данія                                             | Скотт Гамільтон                                               | Норберт Шрамм                                                 | Брайан Покар                                                  |
| 1983                                      | Гельсінкі, Фінляндія                                          | Скотт Гамільтон                                               | Норберт Шрамм                                                 | Брайан Орсер                                                  |
| 1984                                      | Оттава, Канада                                                | Скотт Гамільтон                                               | Брайан Орсер                                                  | Олександр Фадєєв                                              |
| 1985                                      | Токіо, Японія                                                 | Олександр Фадєєв                                              | Брайан Орсер                                                  | Браян Бойтано                                                 |
| 1986                                      | Женева, Швейцарія                                             | Браян Бойтано                                                 | Брайан Орсер                                                  | Олександр Фадєєв                                              |
| 1987                                      | Цинциннаті, США                                               | Браян Орсер                                                   | Браян Бойтано                                                 | Олександр Фадєєв                                              |
| 1988                                      | Будапешт, Угорщина                                            | Браян Бойтано                                                 | Брайан Орсер                                                  | Віктор Петренко                                               |
| 1989                                      | Париж, Франція                                                | Курт Браунінг                                                 | Крістофер Боумен                                              | Гжегош Філіповський                                           |
| 1990                                      | Галіфакс, Канада                                              | Курт Браунінг                                                 | Віктор Петренко                                               | Крістофер Боумен                                              |
| 1991                                      | Мюнхен, Німеччина                                             | Курт Браунінг                                                 | Віктор Петренко                                               | Тодд Елдрідж                                                  |
| 1992                                      | Окленд, США                                                   | Віктор Петренко                                               | Курт Браунінг                                                 | Елвіс Стойко                                                  |
| 1993                                      | Прага, Чехія                                                  | Курт Браунінг                                                 | Елвіс Стойко                                                  | Олексій Урманов                                               |
| 1994                                      | Тіба, Японія                                                  | Елвіс Стойко                                                  | Філіп Канделоро                                               | В'ячеслав Загороднюк                                          |
| 1995                                      | Бірмінгем, Велика Британія                                    | Елвіс Стойко                                                  | Тодд Елдрідж                                                  | Філіп Канделоро                                               |
| 1996                                      | Едмонтон, Канада                                              | Тодд Елдрідж                                                  | Ілля Кулик                                                    | Руді Галіндо                                                  |
| 1997                                      | Лозанна, Швейцарія                                            | Елвіс Стойко                                                  | Тодд Елдрідж                                                  | Олексій Ягудін                                                |
| 1998                                      | Міннеаполіс, США                                              | Олексій Ягудін                                                | Тодд Елдрідж                                                  | Євген Плющенко                                                |
| 1999                                      | Гельсінкі, Фінляндія                                          | Олексій Ягудін                                                | Євген Плющенко                                                | Майкл Вайс                                                    |
| 2000                                      | Ніцца, Франція                                                | Олексій Ягудін                                                | Елвіс Стойко                                                  | Майкл Вайс                                                    |
| 2001                                      | Ванкувер, Канада                                              | Євген Плющенко                                                | Олексій Ягудін                                                | Тодд Елдрідж                                                  |
| 2002                                      | Нагано, Японія                                                | Олексій Ягудін                                                | Тімоті Гейбл                                                  | Такесі Хонда                                                  |
| 2003                                      | Вашингтон, США                                                | Євген Плющенко                                                | Тімоті Гейбл                                                  | Такесі Хонда                                                  |
| 2004                                      | Дортмунд, Німеччина                                           | Євген Плющенко                                                | Бріан Жубер                                                   | Штефан Ліндеманн                                              |
| 2005                                      | Москва, Росія                                                 | Стефан Ламб'єль                                               | Джеффрі Баттл                                                 | Еван Лайсачек                                                 |
| 2006                                      | Калгарі, Канада                                               | Стефан Ламб'єль                                               | Бріан Жубер                                                   | Еван Лайсачек                                                 |
| 2007                                      | Токіо, Японія                                                 | Бріан Жубер                                                   | Дайсуке Такахасі                                              | Стефан Ламб'єль                                               |
| 2008                                      | Гетеборг, Швеція                                              | Джеффрі Батл                                                  | Бріан Жубер                                                   | Джонні Вейр                                                   |
| 2009                                      | Лос-Анджелес, США                                             | Еван Лайсачек                                                 | Патрік Чан                                                    | Бріан Жубер                                                   |
| 2010                                      | Турин, Італія                                                 | Дайсуке Такахасі                                              | Патрік Чан                                                    | Бріан Жубер                                                   |
| 2011                                      | Москва, Росія                                                 | Патрік Чан                                                    | Такахіко Кодзука                                              | Артур Гачинський                                              |
| 2012                                      | Ніцца, Франція                                                | Патрік Чан                                                    | Дайсуке Такахасі                                              | Ханю Юдзуру                                                   |
| 2013                                      | Лондон, Канада                                                | Патрік Чан                                                    | Денис Тен                                                     | Хав'єр Фернандес                                              |
| 2014                                      | Сайтама, Японія                                               | Юдзуру Ханю                                                   | Тацукі Матіда                                                 | Хав'єр Фернандес                                              |
| 2015                                      | Шанхай, Китай                                                 | Хав'єр Фернандес                                              | Юдзуру Ханю                                                   | Денис Тен                                                     |
| 2016                                      | Бостон, США                                                   | Хав'єр Фернандес                                              | Юдзуру Ханю                                                   | Цзинь Боян                                                    |
| 2017                                      | Гельсінкі, Фінляндія                                          | Юдзуру Ханю                                                   | Сьома Уно                                                     | Цзинь Боян                                                    |
| 2018                                      | Мілан, Італія                                                 | Натан Чен                                                     | Сьома Уно                                                     | Михайло Коляда                                                |
| 2019                                      | Сайтама, Японія                                               | Натан Чен                                                     | Юдзуру Ханю                                                   | Вінсент Чжоу                                                  |
| 2020                                      | Чемпіонат не проводився через пандемію коронавірусної хвороби | Чемпіонат не проводився через пандемію коронавірусної хвороби | Чемпіонат не проводився через пандемію коронавірусної хвороби | Чемпіонат не проводився через пандемію коронавірусної хвороби |
| 2021                                      | Стокгольм, Швеція                                             | Натан Чен                                                     | Юма Кагіяма                                                   | Юдзуру Ханю                                                   |
| 2022                                      | Монпельє, Франція                                             | Сьома Уно                                                     | Юма Кагіяма                                                   | Вінсент Чжоу                                                  |
| 2023                                      | Сайтама, Японія                                               | Сьома Уно                                                     | Чха Джун Хван                                                 | Ілля Малінін                                                  |
| 2024                                      | Монреаль, Канада                                              | Ілля Малінін                                                  | Юма Кагіяма                                                   | Адам Сяо Гім Фа                                               |
| 2025                                      | Бостон, США                                                   | Ілля Малінін                                                  | Михайло Шайдоров                                              | Юма Кагіяма                                                   |

#### Загальна кількість медалей
| Місце | Країна               | Золото | Срібло | Бронза | Загалом |
| ----- | -------------------- | ------ | ------ | ------ | ------- |
| 1     | США                  | 27     | 21     | 19     | 67      |
| 2     | Австрія              | 22     | 16     | 15     | 53      |
| 3     | Швеція               | 15     | 4      | 3      | 22      |
| 4     | Канада               | 14     | 13     | 6      | 33      |
| 5     | СРСР СНД Росія       | 12     | 11     | 13     | 36      |
| 6     | Німеччина ФРН НДР    | 5      | 13     | 14     | 32      |
| 7     | Японія               | 5      | 11     | 6      | 22      |
| 8     | Франція              | 3      | 7      | 9      | 19      |
| 9     | Чехословаччина Чехія | 3      | 3      | 1      | 7       |
| 10    | Швейцарія            | 3      | 1      | 2      | 6       |
| 11    | Велика Британія      | 2      | 8      | 5      | 15      |
| 12    | Іспанія              | 2      | 0      | 2      | 4       |
| 13    | Угорщина             | 0      | 2      | 6      | 8       |
| 14    | Казахстан            | 0      | 2      | 1      | 3       |
| 15    | Корея                | 0      | 1      | 0      | 1       |
| 16    | Китай                | 0      | 0      | 2      | 2       |
| 17    | Фінляндія            | 0      | 0      | 1      | 1       |
| 18    | Норвегія             | 0      | 0      | 1      | 1       |
| 19    | Італія               | 0      | 0      | 1      | 1       |
| 20    | Польща               | 0      | 0      | 1      | 1       |
| 21    | Україна              | 0      | 0      | 1      | 1       |

### Жіноче одиночне катання

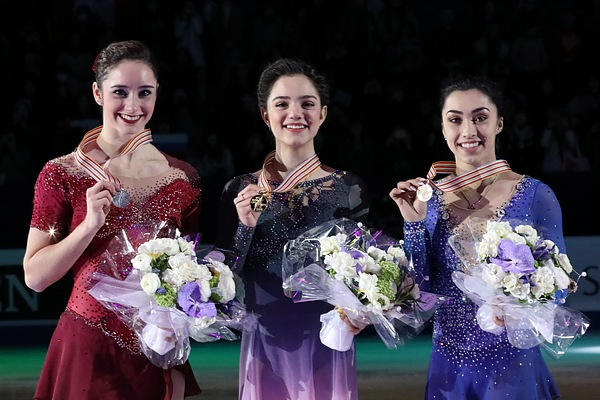
Призерки Чемпіонату світу 2017 (зліва направо): Кейтлін Осмонд (срібло), Євгенія Медведєва (золото), Габрієль Дейлман (бронза)

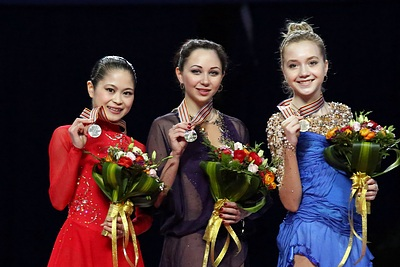
Призерки Чемпіонату світу 2015 (зліва направо): Сатоко Міяхара (срібло), Єлизавета Туктамишева (золото), Олена Радіонова (бронза)

Список призерок:
| Медалісти в жіночому одиночному катанні | Медалісти в жіночому одиночному катанні                       | Медалісти в жіночому одиночному катанні                       | Медалісти в жіночому одиночному катанні                       | Медалісти в жіночому одиночному катанні                       |
| --------------------------------------- | ------------------------------------------------------------- | ------------------------------------------------------------- | ------------------------------------------------------------- | ------------------------------------------------------------- |
| Рік                                     | Місце                                                         | Золото                                                        | Срібло                                                        | Бронза                                                        |
| 1906                                    | Давос, Швейцарія                                              | Медж Сайєрс-Кейв                                              | Дженні Герц                                                   | Лілі Кронбергер                                               |
| 1907                                    | Відень, Австро-Угорщина                                       | Медж Сайєрс-Кейв                                              | Дженні Герц                                                   | Лілі Кронбергер                                               |
| 1908                                    | Опава, Австро-Угорщина                                        | Лілі Кронбергер                                               | Ельза Рендшмідт                                               |                                                               |
| 1909                                    | Будапешт, Австро-Угорщина                                     | Лілі Кронбергер                                               |                                                               |                                                               |
| 1910                                    | Давос, Швейцарія                                              | Лілі Кронбергер                                               | Ельза Рендшмідт                                               |                                                               |
| 1911                                    | Відень, Австро-Угорщина                                       | Лілі Кронбергер                                               | Опіка фон Міра-Хорват                                         | Людовіка Ейлерс                                               |
| 1912                                    | Давос, Швейцарія                                              | Опіка фон Міра-Хорват                                         | Дороті Грінхуг Сміт                                           | Філліс Джонсон                                                |
| 1913                                    | Стокгольм, Швеція                                             | Опіка фон Міра-Хорват                                         | Філліс Джонсон                                                | Свеа Норен                                                    |
| 1914                                    | Санкт-Моріц, Швейцарія                                        | Опіка фон Міра-Хорват                                         | Ангела Ханка                                                  | Філліс Джонсон                                                |
| 1915–1921                               | Чемпіонат не проводився через Першу світову війну             | Чемпіонат не проводився через Першу світову війну             | Чемпіонат не проводився через Першу світову війну             | Чемпіонат не проводився через Першу світову війну             |
| 1922                                    | Давос, Швейцарія                                              | Герма Сабо                                                    | Свеа Норен                                                    | Маргот Мое                                                    |
| 1923                                    | Відень, Австрія                                               | Герма Сабо                                                    | Гізела Рейхман                                                | Свеа Норен                                                    |
| 1924                                    | Осло, Норвегія                                                | Герма Сабо                                                    | Елен Брокхофт                                                 | Беатрікс Легран                                               |
| 1925                                    | Давос, Швейцарія                                              | Герма Сабо                                                    | Елен Брокхофт                                                 | Елізабет Беклі                                                |
| 1926                                    | Стокгольм, Швеція                                             | Герма Сабо                                                    | Соня Гені                                                     | Кетлін Шоу                                                    |
| 1927                                    | Осло, Норвегія                                                | Соня Гені                                                     | Херма Сабо                                                    | Карен Сіменсі                                                 |
| 1928                                    | Лондон, Велика Британія                                       | Соня Гені                                                     | Мерібел Вінсон                                                | Фріц Бюргер                                                   |
| 1929                                    | Будапешт, Угорщина                                            | Соня Гені                                                     | Фріц Бюргер                                                   | Мелітта Брюнер                                                |
| 1930                                    | Нью-Йорк, США                                                 | Соня Гені                                                     | Сесіль Сміт                                                   | Мерібел Вінсон                                                |
| 1931                                    | Берлін, Німеччина                                             | Соня Гені                                                     | Гільда Головскі                                               | Фріц Бюргер                                                   |
| 1932                                    | Монреаль, Канада                                              | Соня Гені                                                     | Фріц Бюргер                                                   | Констанц Самуель                                              |
| 1933                                    | Стокгольм, Швеція                                             | Соня Гені                                                     | Віві-Анн Хюльтен                                              | Гільда Головскі                                               |
| 1934                                    | Осло, Норвегія                                                | Соня Гені                                                     | Меган Тейлор                                                  | Лізелотт Лендбек                                              |
| 1935                                    | Відень, Австрія                                               | Соня Гені                                                     | Сесілія Коледж                                                | Віві-Анн Хюльтен                                              |
| 1936                                    | Париж, Франція                                                | Соня Гені                                                     | Меган Тейлор                                                  | Віві-Анн Хюльтен                                              |
| 1937                                    | Лондон, Велика Британія                                       | Сесілія Коледж                                                | Меган Тейлор                                                  | Віві-Анн Гюльтен                                              |
| 1938                                    | Стокгольм, Швеція                                             | Меган Тейлор                                                  | Сесілія Коледж                                                | Хеді Стенуф                                                   |
| 1939                                    | Прага, Чехословаччина                                         | Меган Тейлор                                                  | Хеді Стенуф                                                   | Дафні Вокер                                                   |
| 1940–1946                               | Чемпіонат не проводився через Другу світову війну             | Чемпіонат не проводився через Другу світову війну             | Чемпіонат не проводився через Другу світову війну             | Чемпіонат не проводився через Другу світову війну             |
| 1947                                    | Стокгольм, Швеція                                             | Барбара Енн Скотт                                             | Дафні Вокер                                                   | Гретхен Меріл                                                 |
| 1948                                    | Давос, Швейцарія                                              | Барбара Енн Скотт                                             | Єва Павлик                                                    | Іржіна Неколова                                               |
| 1949                                    | Париж, Франція                                                | Олена Врзанева                                                | Івон Шерман                                                   | Жанетт Альтвегг                                               |
| 1950                                    | Лондон, Велика Британія                                       | Олена Врзанева                                                | Жанетт Альтвегг                                               | Івон Шерман                                                   |
| 1951                                    | Мілан, Італія                                                 | Жанетт Альтвегг                                               | Жаклін дю Біф                                                 | Соня Клопфер                                                  |
| 1952                                    | Париж, Франція                                                | Жаклін дю Біф                                                 | Соня Клопфер                                                  | Вірджинія Бакстер                                             |
| 1953                                    | Давос, Швейцарія                                              | Тенлі Олбрайт                                                 | Гундо Буш                                                     | Вальда Осборн                                                 |
| 1954                                    | Осло, Норвегія                                                | Гундо Буш                                                     | Тенлі Олбрайт                                                 | Еріка Бетчелор                                                |
| 1955                                    | Відень, Австрія                                               | Тенлі Олбрайт                                                 | Керол Гейсс                                                   | Ханна Ейгель                                                  |
| 1956                                    | Гарміш-Партенкірхен, ФРН                                      | Керол Гейсc                                                   | Тенлі Олбрайт                                                 | Інгрід Вендль                                                 |
| 1957                                    | Колорадо-Спрінгс, США                                         | Керол Гейсс                                                   | Ханна Ейгель                                                  | Інгрід Вендль                                                 |
| 1958                                    | Париж, Франція                                                | Керол Гейсс                                                   | Інгрід Вендл                                                  | Ханна Вальтер                                                 |
| 1959                                    | Колорадо-Спрінгс, США                                         | Керол Гейсс                                                   | Ханна Вальтер                                                 | Шаукьє Дейкстра                                               |
| 1960                                    | Ванкувер, Канада                                              | Керол Гейсс                                                   | Шаукьє Дейкстра                                               | Барбара Роулс                                                 |
| 1961                                    | Скасовано через авіакатастрофу 15 лютого 1961                 | Скасовано через авіакатастрофу 15 лютого 1961                 | Скасовано через авіакатастрофу 15 лютого 1961                 | Скасовано через авіакатастрофу 15 лютого 1961                 |
| 1962                                    | Прага, Чехословаччина                                         | Шаукьє Дейкстра                                               | Венді Грайнер                                                 | Регіне Гайтцер                                                |
| 1963                                    | Кортіна д'Ампеццо, Італія                                     | Шаукьє Дейкстра                                               | Регіне Гайтцер                                                | Ніколь Геслер                                                 |
| 1964                                    | Дортмунд, ФРН                                                 | Шаукьє Дейкстра                                               | Регіне Гайтцер                                                | Петра Бурка                                                   |
| 1965                                    | Колорадо-Спрінгс, США                                         | Петра Бурка                                                   | Регіне Гайтцер                                                | Пеггі Флемінг                                                 |
| 1966                                    | Давос, Швейцарія                                              | Пеггі Флемінг                                                 | Габріель Зайферт                                              | Петра Бурка                                                   |
| 1967                                    | Відень, Австрія                                               | Пеггі Флемінг                                                 | Габріель Зайферт                                              | Хана Машкова                                                  |
| 1968                                    | Женева, Швейцарія                                             | Пеггі Флемінг                                                 | Габріель Зайферт                                              | Хана Машкова                                                  |
| 1969                                    | Колорадо-Спрінгс, США                                         | Габріель Зайферт                                              | Беатріс Шуба                                                  | Жужа Алмаші                                                   |
| 1970                                    | Любляна, Югославія                                            | Габріель Зайферт                                              | Беатріс Шуба                                                  | Джулія-Лінн Холмс                                             |
| 1971                                    | Ліон, Франція                                                 | Беатріс Шуба                                                  | Джулія-Лінн Голмс                                             | Карен Магнусе                                                 |
| 1972                                    | Калгарі, Канада                                               | Беатріс Шуба                                                  | Карен Магнусе                                                 | Джанетт Лінн                                                  |
| 1973                                    | Братислава, Чехословаччина                                    | Карен Магнусе                                                 | Жанетт Лінн                                                   | Христина Еррат                                                |
| 1974                                    | Мюнхен, ФРН                                                   | Христина Еррат                                                | Дороті Гемілл                                                 | Діана де Леу                                                  |
| 1975                                    | Колорадо-Спрінгс, США                                         | Діана де Леу                                                  | Дороті Гемілл                                                 | Христина Еррат                                                |
| 1976                                    | Гетеборг, Швеція                                              | Дороті Гемілл                                                 | Христина Еррат                                                | Діана де Леу                                                  |
| 1977                                    | Токіо, Японія                                                 | Лінда Фратіані                                                | Анетт Петч                                                    | Дагмар Лурц                                                   |
| 1978                                    | Оттава, Канада                                                | Анетт Петч                                                    | Лінда Фратіані                                                | Сюзанна Дріано                                                |
| 1979                                    | Відень, Австрія                                               | Лінда Фратіані                                                | Анетт Петч                                                    | Емі Ватанабе                                                  |
| 1980                                    | Дортмунд, ФРН                                                 | Анетт Петч                                                    | Дагмар Луртц                                                  | Лінда Фратіані                                                |
| 1981                                    | Гартфорд, США                                                 | Деніз Більманн                                                | Елайн Зайяк                                                   | Клаудія Крістофіч-Біндер                                      |
| 1982                                    | Копенгаген, Данія                                             | Елайн Зайяк                                                   | Катаріна Вітт                                                 | Клаудія Крістофіч-Біндер                                      |
| 1983                                    | Гельсінкі, Фінляндія                                          | Розалін Самнерс                                               | Клаудія Лайстнер                                              | Олена Водорізова                                              |
| 1984                                    | Оттава, Канада                                                | Катаріна Вітт                                                 | Ганна Кондрашова                                              | Елайн Зайяк                                                   |
| 1985                                    | Токіо, Японія                                                 | Катаріна Вітт                                                 | Кіра Іванова                                                  | Тіффані Чин                                                   |
| 1986                                    | Женева, Швейцарія                                             | Дебі Томас                                                    | Катаріна Вітт                                                 | Тіффані Чин                                                   |
| 1987                                    | Цинциннаті, США                                               | Катаріна Вітт                                                 | Дебі Томас                                                    | Керін Кедеві                                                  |
| 1988                                    | Будапешт, Угорщина                                            | Катаріна Вітт                                                 | Елізабет Менлі                                                | Дебі Томас                                                    |
| 1989                                    | Париж, Франція                                                | Мідорі Іто                                                    | Клаудіа Лайстнер                                              | Жілль Тренері                                                 |
| 1990                                    | Галіфакс, Канада                                              | Жілль Тренері                                                 | Мідорі Іто                                                    | Холлі Кук                                                     |
| 1991                                    | Мюнхен, Німеччина                                             | Крісті Ямагучі                                                | Тоня Хардінг                                                  | Ненсі Керріган                                                |
| 1992                                    | Окленд, США                                                   | Крісті Ямагучі                                                | Ненсі Керріган                                                | Чень Лу                                                       |
| 1993                                    | Прага, Чехія                                                  | Оксана Баюл                                                   | Сурія Боналі                                                  | Чень Лу                                                       |
| 1994                                    | Тіба, Японія                                                  | Юка Сато                                                      | Сурія Боналі                                                  | Таня Шевченко                                                 |
| 1995                                    | Бірмінгем, Велика Британія                                    | Чень Лу                                                       | Сурія Боналі                                                  | Ніколь Бобек                                                  |
| 1996                                    | Едмонтон, Канада                                              | Мішель Кван                                                   | Чень Лу                                                       | Ірина Слуцька                                                 |
| 1997                                    | Лозанна, Швейцарія                                            | Тара Ліпінскі                                                 | Мішель Кван                                                   | Ванесса Гусмеролі                                             |
| 1998                                    | Міннеаполіс, США                                              | Мішель Кван                                                   | Ірина Слуцька                                                 | Марія Бутирська                                               |
| 1999                                    | Гельсінкі, Фінляндія                                          | Марія Бутирська                                               | Мішель Кван                                                   | Юлія Солдатова                                                |
| 2000                                    | Ніцца, Франція                                                | Мішель Кван                                                   | Ірина Слуцька                                                 | Марія Бутирська                                               |
| 2001                                    | Ванкувер, Канада                                              | Мішель Кван                                                   | Ірина Слуцька                                                 | Сара Г'юз                                                     |
| 2002                                    | Нагано, Японія                                                | Ірина Слуцька                                                 | Мішель Кван                                                   | Фуміе Сугурі                                                  |
| 2003                                    | Вашингтон, США                                                | Мішель Кван                                                   | Олена Соколова                                                | Фуміе Сугурі                                                  |
| 2004                                    | Дортмунд, Німеччина                                           | Сідзука Аракава                                               | Саша Коен                                                     | Мішель Кван                                                   |
| 2005                                    | Москва, Росія                                                 | Ірина Слуцька                                                 | Саша Коен                                                     | Кароліна Костнер                                              |
| 2006                                    | Калгарі, Канада                                               | Кіммі Мейсснер                                                | Фумі Сугурі                                                   | Саша Коен                                                     |
| 2007                                    | Токіо, Японія                                                 | Мікі Андо                                                     | Мао Асада                                                     | Йон А Кім                                                     |
| 2008                                    | Гетеборг, Швеція                                              | Мао Асада                                                     | Кароліна Костнер                                              | Йон А Кім                                                     |
| 2009                                    | Лос-Анджелес, США                                             | Йон А Кім                                                     | Джоанні Рошетт                                                | Мікі Андо                                                     |
| 2010                                    | Турин, Італія                                                 | Мао Асада                                                     | Йон А Кім                                                     | Лаура Лепісто                                                 |
| 2011                                    | Москва, Росія                                                 | Мікі Андо                                                     | Йон А Кім                                                     | Кароліна Костнер                                              |
| 2012                                    | Ніцца, Франція                                                | Кароліна Костнер                                              | Альона Леонова                                                | Судзукі Акіко                                                 |
| 2013                                    | Лондон, Канада                                                | Йон А Кім                                                     | Кароліна Костнер                                              | Мао Асада                                                     |
| 2014                                    | Сайтама, Японія                                               | Мао Асада                                                     | Юлія Липницька                                                | Кароліна Костнер                                              |
| 2015                                    | Шанхай, Китай                                                 | Єлизавета Туктамишева                                         | Сатоко Міяхара                                                | Олена Радіонова                                               |
| 2016                                    | Бостон, США                                                   | Євгенія Медведєва                                             | Ешлі Вагнер                                                   | Анна Погоріла                                                 |
| 2017                                    | Гельсінкі, Фінляндія                                          | Євгенія Медведєва                                             | Кейтлін Осмонд                                                | Габрієль Дейлман                                              |
| 2018                                    | Мілан, Італія                                                 | Кейтлін Осмонд                                                | Вакаба Хігучі                                                 | Сатоко Міяхара                                                |
| 2019                                    | Сайтама, Японія                                               | Аліна Загітова                                                | Елізабет Турсинбаєва                                          | Євгенія Медведєва                                             |
| 2020                                    | Чемпіонат не проводився через пандемію коронавірусної хвороби | Чемпіонат не проводився через пандемію коронавірусної хвороби | Чемпіонат не проводився через пандемію коронавірусної хвороби | Чемпіонат не проводився через пандемію коронавірусної хвороби |
| 2021                                    | Стокгольм, Швеція                                             | Анна Щербакова                                                | Єлизавета Туктамишева                                         | Олександра Трусова                                            |
| 2022                                    | Монпельє, Франція                                             | Каорі Сакамото                                                | Луна Гендрікс                                                 | Аліса Лю                                                      |
| 2023                                    | Сайтама, Японія                                               | Каорі Сакамото                                                | Хе Ін Лі                                                      | Луна Гендрікс                                                 |
| 2024                                    | Монреаль, Канада                                              | Каорі Сакамото                                                | Ізабо Левіто                                                  | Чхе Йон Кім                                                   |
| 2025                                    | Бостон, США                                                   | Аліса Лю                                                      | Каорі Сакамото                                                | Моне Тіба                                                     |

#### Загальна кількість медалей
| Місце | Країна                                         | Золото | Срібло | Бронза | Загалом |
| ----- | ---------------------------------------------- | ------ | ------ | ------ | ------- |
| 1     | США                                            | 27     | 23     | 24     | 74      |
| 2     | Німеччина ФРН Об'єднана німецька команда + НДР | 10     | 16     | 6      | 32      |
| 3     | Норвегія                                       | 10     | 1      | 2      | 13      |
| 4     | СРСР Росія ФФККР                               | 8      | 9      | 9      | 26      |
| 5     | Японія                                         | 9      | 6      | 8      | 23      |
| 6     | Австрія                                        | 7      | 17     | 12     | 36      |
| 7     | Угорщина                                       | 7      | 1      | 3      | 11      |
| 8     | Велика Британія                                | 6      | 9      | 7      | 22      |
| 9     | Канада                                         | 5      | 6      | 5      | 16      |
| 10    | Нідерланди                                     | 4      | 1      | 3      | 8       |
| 11    | Корея                                          | 2      | 3      | 3      | 8       |
| 12    | Чехословаччина Чехія                           | 2      | 0      | 3      | 5       |
| 13    | Франція                                        | 1      | 4      | 2      | 7       |
| 14    | Італія                                         | 1      | 2      | 4      | 7       |
| 15    | Китай                                          | 1      | 1      | 2      | 4       |
| 16    | Швейцарія                                      | 1      | 0      | 0      | 1       |
| 17    | Україна                                        | 1      | 0      | 0      | 1       |
| 18    | Швеція                                         | 0      | 2      | 5      | 7       |
| 19    | Бельгія                                        | 0      | 1      | 1      | 2       |
| 20    | Казахстан                                      | 0      | 1      | 0      | 1       |
| 21    | Фінляндія                                      | 0      | 0      | 1      | 1       |

### Парне катання

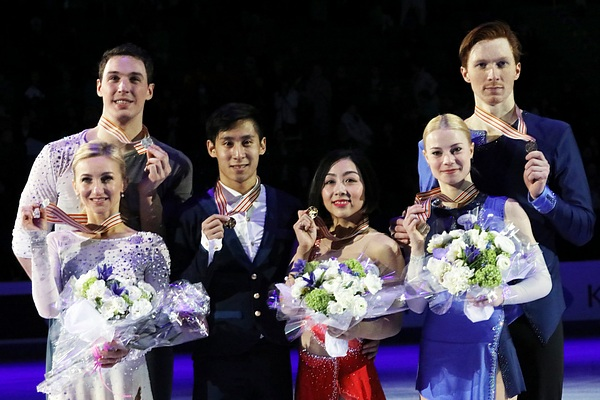
Призери Чемпіонату світу 2017 (зліва направо): Альона Савченко/Бруно Массо (срібло), Суй Веньцзін/Хань Цун (золото), Євгенія Тарасова/Володимир Морозов (бронза)

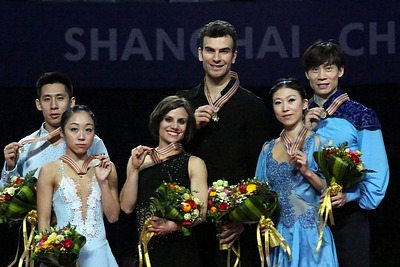
Призери Чемпіонату світу 2015 (зліва направо): Суй Веньцзін/Хань Цун (срібло), Меган Дюамель/Ерік Редфорд (золото), Пан Цін/Тун Цзянь (бронза)

Список призерів:
| Медалісти в парному катанні | Медалісти в парному катанні                                   | Медалісти в парному катанні                                   | Медалісти в парному катанні                                   | Медалісти в парному катанні                                   |
| --------------------------- | ------------------------------------------------------------- | ------------------------------------------------------------- | ------------------------------------------------------------- | ------------------------------------------------------------- |
| Рік                         | Місце                                                         | Золото                                                        | Срібло                                                        | Бронза                                                        |
| 1908                        | Санкт-Петербург, Росія                                        | Ганна Хюблер / Генріх Бургер                                  | Філліс Джонсон / Джеймс Г. Джонсон                            | А. Л. Фішер / Л. П. Попова                                    |
| 1909                        | Стокгольм, Швеція                                             | Філліс Джонсон / Джеймс Г. Джонсон                            | Вальборг Ліндаль / Нільс Розеніус                             | Гертруд Стром / Ріхард Йоханссон                              |
| 1910                        | Берлін, Німеччина                                             | Ганна Хюблер / Генріх Бургер                                  | Людовіка Ейлерс / Вальтер Якобссон                            | Філліс Джонсон / Джеймс Г. Джонсон                            |
| 1911                        | Відень, Австро-Угорщина                                       | Людовіка Ейлерс / Вальтер Якобссон                            |                                                               |                                                               |
| 1912                        | Манчестер, Велика Британія                                    | Філліс Джонсон / Джеймс Г. Джонсон                            | Людовіка Якобссон / Вальтер Якобссон                          | Алексія Скьойен / Інгвар Брін                                 |
| 1913                        | Стокгольм, Швеція                                             | Хелен Енгельманн / Карл Мейстріх                              | Людовіка Якобссон / Вальтер Якобссон                          | Хріста фон Жабо / Лео Горвіц                                  |
| 1914                        | Санкт-Моріц, Швейцарія                                        | Людовіка Якобссон / Вальтер Якобссон                          | Хелен Енгельманн / Карл Мейстріх                              | Хріста фон Жабо / Лео Горвіц                                  |
| 1915—1921                   | Чемпіонати не проводилися через Першу світову війну           | Чемпіонати не проводилися через Першу світову війну           | Чемпіонати не проводилися через Першу світову війну           | Чемпіонати не проводилися через Першу світову війну           |
| 1922                        | Давос, Швейцарія                                              | Хелен Енгельманн / Альфред Бергер                             | Людовіка Якобссон / Вальтер Якобссон                          | Маргарет Метцнер / Пауль Метцер                               |
| 1923                        | Осло, Норвегія                                                | Людовіка Якобссон / Вальтер Якобссон                          | Алексія Скьойен / Інгвар Брін                                 | Ельна Генріксон / Кай аф Екстрьом                             |
| 1924                        | Манчестер, Велика Британія                                    | Хелен Енгельманн / Альфред Бергер                             | Етель Макелт / Джон Пейдж                                     | Ельна Генріксон / Кай аф Екстрьом                             |
| 1925                        | Відень, Австрія                                               | Херма Сабо / Людвіг Ред                                       | Андре Брюне / П'єр Брюне                                      | Ліллі Шольц / Отто Кайзер                                     |
| 1926                        | Берлін, Німеччина                                             | Андре Брюне / П'єр Брюне                                      | Ліллі Шольц / Отто Кайзер                                     | Херма Сабо / Людвіг Ред                                       |
| 1927                        | Відень, Австрія                                               | Херма Сабо / Людвіг Ред                                       | Ліллі Шольц / Отто Кайзер                                     | Ельзе Гоппе / Оскар Гоппе                                     |
| 1928                        | Лондон, Велика Британія                                       | Андре Брюне / П'єр Брюне                                      | Ліллі Шольц / Отто Кайзер                                     | Мелітта Брюнер / Людвіг Ред                                   |
| 1929                        | Будапешт, Угорщина                                            | Ліллі Шольц / Отто Кайзер                                     | Мелітта Брюнер / Людвіг Ред                                   | Ольга Оргонішта / Шандор Салаї                                |
| 1930                        | Нью-Йорк, США                                                 | Андре Брюне / П'єр Брюне                                      | Мелітта Брюнер / Людвіг Ред                                   | Беатрікс Легран / Шервін Бейджер                              |
| 1931                        | Берлін, Німеччина                                             | Емілія Роттер / Ласло Соллаш                                  | Ольга Оргонішта / Шандор Салаї                                | Іди Папеца / Карл Цвак                                        |
| 1932                        | Монреаль, Канада                                              | Андре Брюне / П'єр Брюне                                      | Емілія Роттер / Ласло Соллаш                                  | Беатрікс Легран / Шервін Бейджер                              |
| 1933                        | Стокгольм, Швеція                                             | Емілія Роттер / Ласло Соллаш                                  | Іди Папеца / Карл Цвак                                        | Ренді Бекке / Крістен Крістенсен                              |
| 1934                        | Гельсінкі, Фінляндія                                          | Емілія Роттер / Ласло Соллаш                                  | Іди Папеца / Карл Цвак                                        | Максі Гербер / Ернст Байєр                                    |
| 1935                        | Будапешт, Угорщина                                            | Емілія Роттер / Ласло Соллаш                                  | Ільзе Паузін / Ерік Паузін                                    | Люсі Галло / Режьо Діллінгер                                  |
| 1936                        | Париж, Франція                                                | Максі Гербер / Ернст Байєр                                    | Ільзе Паузін / Ерік Паузін                                    | Віолет Кліфф / Леслі Кліфф                                    |
| 1937                        | Відень, Австрія                                               | Максі Гербер / Ернст Байєр                                    | Ільзе Паузін / Ерік Паузін                                    | Віолет Кліфф / Леслі Кліфф                                    |
| 1938                        | Берлін, Німеччина                                             | Максі Гербер / Ернст Байєр                                    | Ільзе Паузін / Ерік Паузін                                    | Ільзе Кох / Гюнтер Ноак                                       |
| 1939                        | Будапешт, Угорщина                                            | Максі Гербер / Ернст Байєр                                    | Ільзе Паузін / Ерік Паузін                                    | Ільзе Кох / Гюнтер Ноак                                       |
| 1940–1946                   | Чемпіонати не проводилися через Другу світову війну           | Чемпіонати не проводилися через Другу світову війну           | Чемпіонати не проводилися через Другу світову війну           | Чемпіонати не проводилися через Другу світову війну           |
| 1947                        | Стокгольм, Швеція                                             | Мішелін Ланно / П'єр Багни                                    | Керол Кеннеді / Пітер Кеннеді                                 | Сюзанна Діскьове / Едмонд Вербюстел                           |
| 1948                        | Давос, Швейцарія                                              | Мішелін Ланно / П'єр Багни                                    | Андреа Кекешші / Еде Кіра                                     | Сьюзен Морроу / Уоллес Дістермайер                            |
| 1949                        | Париж, Франція                                                | Андреа Кекешші / Еде Кіра                                     | Керол Кеннеді / Пітер Кеннеді                                 | Енн Девіс / Карлетон Хоффнер                                  |
| 1950                        | Лондон, Велика Британія                                       | Керол Кеннеді / Пітер Кеннеді                                 | Дженніфер Нікс / Джон Нікс                                    | Маріанна Надь / Ласло Надь                                    |
| 1951                        | Мілан, Італія                                                 | Ріа Баран / Пауль Фальк                                       | Керол Кеннеді / Пітер Кеннеді                                 | Дженніфер Нікс / Джон Нікс                                    |
| 1952                        | Париж, Франція                                                | Ріа Баран / Пауль Фальк                                       | Керол Кеннеді / Пітер Кеннеді                                 | Дженніфер Нікс / Джон Нікс                                    |
| 1953                        | Давос, Швейцарія                                              | Дженніфер Нікс / Джон Нікс                                    | Франсіс Дефо / Норріс Боуден                                  | Маріанна Надь / Ласло Надь                                    |
| 1954                        | Осло, Норвегія                                                | Франсіс Дефо / Норріс Боуден                                  | Сільвія Гранжан / Мішель Гранжан                              | Елізабет Шварц / Курт Оппельт                                 |
| 1955                        | Відень, Австрія                                               | Франсіс Дефо / Норріс Боуден                                  | Елізабет Шварц / Курт Оппельт                                 | Маріанна Надь / Ласло Надь                                    |
| 1956                        | Гарміш-Партенкірхен, ФРН                                      | Елізабет Шварц / Курт Оппельт                                 | Франсіс Дефо / Норріс Боуден                                  | Маріка Кіліус / Франц Нінгель                                 |
| 1957                        | Колорадо-Спрінгс, США                                         | Барбара Вагнер / Роберт Поль                                  | Маріка Кіліус / Франц Нінгель                                 | Марія Йєлінек / Отто Йєлінек                                  |
| 1958                        | Париж, Франція                                                | Барбара Вагнер / Роберт Поль                                  | Віра Суханкова / Зденек Долежал                               | Марія Єлінек / Отто Єлінек                                    |
| 1959                        | Колорадо-Спрінгс, США                                         | Барбара Вагнер / Роберт Поль                                  | Маріка Кіліус / Ганс-Юрген Боймлер                            | Ненсі Людінгтон / Рональд Людінгтон                           |
| 1960                        | Ванкувер, Канада                                              | Барбара Вагнер / Роберт Поль                                  | Марія Єлінек / Отто Єлінек                                    | Маріка Кіліус / Ганс-Юрген Боймлер                            |
| 1961                        | Скасовано через авіакатастрофу 15 лютого 1961 року            | Скасовано через авіакатастрофу 15 лютого 1961 року            | Скасовано через авіакатастрофу 15 лютого 1961 року            | Скасовано через авіакатастрофу 15 лютого 1961 року            |
| 1962                        | Прага, Чехословаччина                                         | Марія Йєлінек / Отто Йєлінек                                  | Людмила Білоусова / Олег Протопопов                           | Маргрет Гебль / Франц Нінгель                                 |
| 1963                        | Кортіна д'Ампеццо, Італія                                     | Маріка Кіліус / Ганс-Юрген Боймлер                            | Людмила Білоусова / Олег Протопопов                           | Тетяна Жук / Олександр Гаврилов                               |
| 1964                        | Дортмунд, ФРН                                                 | Маріка Кіліус / Ганс-Юрген Боймлер                            | Людмила Білоусова / Олег Протопопов                           | Марія Йєлінек Деббі Уїлкс / Гай Ревелл                        |
| 1965                        | Колорадо-Спрінгс, США                                         | Людмила Білоусова / Олег Протопопов                           | Вівіан Джозеф / Рональд Джозеф                                | Тетяна Жук / Олександр Горелік                                |
| 1966                        | Давос, Швейцарія                                              | Людмила Білоусова / Олег Протопопов                           | Тетяна Жук / Олександр Горелік                                | Синтія Кауффман / Рональд Кауффман                            |
| 1967                        | Відень, Австрія                                               | Людмила Білоусова / Олег Протопопов                           | Маргот Глоксхубер / Вольфганг данне                           | Синтія Кауффман / Рональд Кауффман                            |
| 1968                        | Женева, Швейцарія                                             | Людмила Білоусова / Олег Протопопов                           | Тетяна Жук / Олександр Горелік                                | Синтія Кауффман / Рональд Кауффман                            |
| 1969                        | Колорадо-Спрінгс, США                                         | Ірина Родніна / Олексій Уланов                                | Тамара Москвіна / Олексій Мішин                               | Людмила Білоусова / Олег Протопопов                           |
| 1970                        | Любляна, Югославія                                            | Ірина Родніна / Олексій Уланов                                | Людмила Смирнова / Андрій Сурайкін                            | Хайдемарі Штайнер / Хайнц-Ульріх Вальтер                      |
| 1971                        | Ліон, Франція                                                 | Ірина Родніна / Олексій Уланов                                | Людмила Смирнова / Андрій Сурайкін                            | Алісія Джо Старбака / Кеннет Шеллі                            |
| 1972                        | Калгарі, Канада                                               | Ірина Родніна / Олексій Уланов                                | Людмила Смирнова / Андрій Сурайкін                            | Алісія Джо Старбака / Кеннет Шеллі                            |
| 1973                        | Братислава, Чехословаччина                                    | Ірина Родніна / Олександр Зайцев                              | Людмила Смирнова / Олексій Уланов                             | Мануела Грос / Уве Кагельман                                  |
| 1974                        | Мюнхен, ФРН                                                   | Ірина Родніна / Олександр Зайцев                              | Людмила Смирнова / Олексій Уланов                             | Ромі Кермер / Рольф Естеррайх                                 |
| 1975                        | Колорадо-Спрінгс, США                                         | Ірина Родніна / Олександр Зайцев                              | Ромі Кермер / Рольф Естеррайх                                 | Мануела Грос / Уве Кагельман                                  |
| 1976                        | Гетеборг, Швеція                                              | Ірина Родніна / Олександр Зайцев                              | Ромі Кермер / Рольф Естеррайх                                 | Ірина Воробйова / Олександр Власов                            |
| 1977                        | Токіо, Японія                                                 | Ірина Родніна / Олександр Зайцев                              | Ірина Воробйова / Олександр Власов                            | Тай Бабілонія / Ренді Гарднер                                 |
| 1978                        | Оттава, Канада                                                | Ірина Родніна / Олександр Зайцев                              | Мануела Магер / Уве Беверсдорф                                | Тай Бабілонія / Ренді Гарднер                                 |
| 1979                        | Відень, Австрія                                               | Тай Бабілонія / Ренді Гарднер                                 | Марина Черкасова / Сергій Шахрай                              | Сабіне Бессіл / Тасило Тірбах                                 |
| 1980                        | Дортмунд, ФРН                                                 | Марина Черкасова / Сергій Шахрай                              | Мануела Магер / Уве Беверсдорф                                | Марина Пестова / Станіслав Леонович                           |
| 1981                        | Гартфорд, США                                                 | Ірина Воробйова / Ігор Лісовський                             | Сабіне Бессіл / Тасило Тірбах                                 | Христина Ригель / Андреас Нішвіц                              |
| 1982                        | Копенгаген, Данія                                             | Сабіне Бессіл / Тасило Тірбах                                 | Марина Пестова / Станіслав Леонович                           | Кейтлін Каррутерс / Пітер Каррутерс                           |
| 1983                        | Гельсінкі, Фінляндія                                          | Олена Валова / Олег Васильєв                                  | Сабіне Бессіл / Тасило Тірбах                                 | Барбара Андерхілл / Пол Мартіні                               |
| 1984                        | Оттава, Канада                                                | Барбара Андерхілл / Пол Мартіні                               | Олена Валова / Олег Васильєв                                  | Сабіне Бессіл / Тасило Тірбах                                 |
| 1985                        | Токіо, Японія                                                 | Олена Валова / Олег Васильєв                                  | Лариса Селезньова / Олег Макаров                              | Катерина Матоусек / Ллойд Айслер                              |
| 1986                        | Женева, Швейцарія                                             | Катерина Гордєєва / Сергій Гриньков                           | Олена Валова / Олег Васильєв                                  | Синтія Коулл / Марк Роусом                                    |
| 1987                        | Цинциннаті, США                                               | Катерина Гордєєва / Сергій Гриньков                           | Олена Валова / Олег Васильєв                                  | Джилл Уотсон / Пітер Оппегард                                 |
| 1988                        | Будапешт, Угорщина                                            | Олена Валова / Олег Васильєв                                  | Катерина Гордєєва / Сергій Гриньков                           | Лариса Селезньова / Олег Макаров                              |
| 1989                        | Париж, Франція                                                | Катерина Гордєєва / Сергій Гриньков                           | Сінді Ландрі / Ліндон Джонстон                                | Олена Бечке / Денис Петров                                    |
| 1990                        | Галіфакс, Канада                                              | Катерина Гордєєва / Сергій Гриньков                           | Ізабель Брассер / Ллойд Айслер                                | Наталія Мішкутенок / Артур Дмітрієв                           |
| 1991                        | Мюнхен, Німеччина                                             | Наталія Мішкутенок / Артур Дмітрієв                           | Ізабель Брассер / Ллойд Айслер                                | Наташа Качик / Тод Санд                                       |
| 1992                        | Окленд, США                                                   | Наталія Мішкутенок / Артур Дмітрієв                           | Радка Коваржікова / Рене Новотни                              | Ізабель Брассер / Ллойд Айслер                                |
| 1993                        | Прага, Чехія                                                  | Ізабель Брассер / Ллойд Айслер                                | Манді Ветцель / Інго Штойєр                                   | Євгенія Шишкова / Вадим Наумов                                |
| 1994                        | Тіба, Японія                                                  | Євгенія Шишкова / Вадим Наумов                                | Ізабель Брассер / Ллойд Айслер                                | Марина Єльцова / Андрій Бушков                                |
| 1995                        | Бірмінгем, Велика Британія                                    | Радка Коваржікова / Рене Новотни                              | Євгенія Шишкова / Вадим Наумов                                | Дженні Мено / Тод Санд                                        |
| 1996                        | Едмонтон, Канада                                              | Марина Єльцова / Андрій Бушков                                | Манді Ветцель / Інго Штойєр                                   | Дженні Мено / Тод Санд                                        |
| 1997                        | Лозанна, Швейцарія                                            | Манді Ветцель / Інго Штойєр                                   | Марина Єльцова / Андрій Бушков                                | Оксана Казакова / Артур Дмітрієв                              |
| 1998                        | Міннеаполіс, США                                              | Олена Бережна / Антон Сихарулідзе                             | Дженні Мено / Тод Санд                                        | Пеггі Шварц / Мірко Мюллер                                    |
| 1999                        | Гельсінкі, Фінляндія                                          | Олена Бережна / Антон Сихарулідзе                             | Шень Сюе / Чжао Хунбо                                         | Дорота Загурська / Маріуш Сюдек                               |
| 2000                        | Ніцца, Франція                                                | Марія Петрова / Олексій Тихонов                               | Шень Сюе / Чжао Хунбо                                         | Сара Абітболь / Стефан Бернад                                 |
| 2001                        | Ванкувер, Канада                                              | Жамі Салі / Давид Пеллетьє                                    | Олена Бережна / Антон Сихарулідзе                             | Шень Сюе / Чжао Хунбо                                         |
| 2002                        | Нагано, Японія                                                | Шень Сюе / Чжао Хунбо                                         | Тетяна Тотьмяніна / Максим Марінін                            | Кеко Іна / Джон Циммерман                                     |
| 2003                        | Вашингтон, США                                                | Шень Сюе / Чжао Хунбо                                         | Тетяна Тотьмяніна / Максим Марінін                            | Марія Петрова / Олексій Тихонов                               |
| 2004                        | Дортмунд, Німеччина                                           | Тетяна Тотьмяніна / Максим Марінін                            | Шень Сюе / Чжао Хунбо                                         | Пан Цін / Тун Цзянь                                           |
| 2005                        | Москва, Росія                                                 | Тетяна Тотьмяніна / Максим Марінін                            | Марія Петрова / Олексій Тихонов                               | Чжан Дань / Чжан Хао                                          |
| 2006                        | Калгарі, Канада                                               | Пан Цін / Тун Цзянь                                           | Чжан Дань / Чжан Хао                                          | Марія Петрова / Олексій Тихонов                               |
| 2007                        | Токіо, Японія                                                 | Шень Сюе / Чжао Хунбо                                         | Пан Цін / Тун Цзянь                                           | Альона Савченко / Робін Шолкови                               |
| 2008                        | Гетеборг, Швеція                                              | Альона Савченко / Робін Шолкови                               | Чжан Дань / Чжан Хао                                          | Джессіка Дюбе / Брайс Девісон                                 |
| 2009                        | Лос-Анджелес, США                                             | Олена Савченко / Робін Шолкови                                | Чжан Дань / Чжан Хао                                          | Юко Кавагуті / Олександр Смирнов                              |
| 2010                        | Турин, Італія                                                 | Пан Цін / Тун Цзянь                                           | Альона Савченко / Робін Шолкови                               | Юко Кавагуті / Олександр Смирнов                              |
| 2011                        | Москва, Росія                                                 | Альона Савченко / Робін Шолкови                               | Тетяна Волосожар / Максим Траньков                            | Пан Цін / Тун Цзянь                                           |
| 2012                        | Ніцца, Франція                                                | Альона Савченко / Робін Шолкови                               | Тетяна Волосожар / Максим Траньков                            | Нарумі Такахасі / Мервін Тран                                 |
| 2013                        | Лондон, Канада                                                | Тетяна Волосожар / Максим Траньков                            | Альона Савченко / Робін Шолкови                               | Меган Дюамель / Ерік Редфорд                                  |
| 2014                        | Сайтама, Японія                                               | Альона Савченко / Робін Шолкови                               | Ксенія Столбова / Федір Климов                                | Меган Дюамель / Ерік Редфорд                                  |
| 2015                        | Шанхай, Китай                                                 | Меган Дюамель / Ерік Редфорд                                  | Суй Веньцзін / Хань Цун                                       | Пан Цін / Тун Цзянь                                           |
| 2016                        | Бостон, США                                                   | Меган Дюамель / Ерік Редфорд                                  | Суй Веньцзін / Хань Цун                                       | Альона Савченко / Бруно Массо                                 |
| 2017                        | Гельсінкі, Фінляндія                                          | Суй Веньцзін / Хань Цун                                       | Альона Савченко / Бруно Массо                                 | Євгенія Тарасова / Володимир Морозов                          |
| 2018                        | Мілан, Італія                                                 | Альона Савченко / Бруно Массо                                 | Євгенія Тарасова /Володимир Морозов                           | Ванесса Джеймс / Морган Сіпре                                 |
| 2019                        | Сайтама, Японія                                               | Суй Веньцзін / Хань Цун                                       | Євгенія Тарасова / Володимир Морозов                          | Наталія Забіяко / Олександр Енберт                            |
| 2020                        | Чемпіонат не проводився через пандемію коронавірусної хвороби | Чемпіонат не проводився через пандемію коронавірусної хвороби | Чемпіонат не проводився через пандемію коронавірусної хвороби | Чемпіонат не проводився через пандемію коронавірусної хвороби |
| 2021                        | Стокгольм, Швеція                                             | Анастасія Мішина / Олександр Галлямов                         | Суй Веньцзін / Хань Цун                                       | Олександра Бойкова / Дмитро Козловський                       |
| 2022                        | Монреаль, Франція                                             | Алекса Кнірім / Брендон Фрейзер                               | Ріку Міура / Рюїті Кіхара                                     | Ванесса Джеймс / Ерік Редфорд                                 |
| 2023                        | Сайтама, Японія                                               | Ріку Міура / Рюїті Кіхара                                     | Алекса Кнірім / Брендон Фрейзер                               | Сара Конті / Нікколо Мачії                                    |
| 2024                        | Монреаль, Канада                                              | Діанна Стеллато-Дудек / Максим Дешам                          | Ріку Міура / Рюїті Кіхара                                     | Мінерва Фаб'єн Газе / Микита Володін                          |
| 2025                        | Бостон, США                                                   | Ріку Міура / Рюїті Кіхара                                     | Мінерва Фаб'єн Газе / Микита Володін                          | Сара Конті / Нікколо Мачії                                    |

#### Загальна кількість медалей
| Місце | Країна                                         | Золото | Срібло | Бронза | Загалом |
| ----- | ---------------------------------------------- | ------ | ------ | ------ | ------- |
| 1     | СРСР Об'єднана команда Росія                   | 35,5   | 32,5   | 19     | 87      |
| 2     | Німеччина ФРН Об'єднана німецька команда + НДР | 18,5   | 16,5   | 18     | 53      |
| 3     | Канада                                         | 13     | 7      | 12     | 32      |
| 4     | Австрія                                        | 7      | 13     | 7      | 27      |
| 5     | Китай                                          | 7      | 10     | 5      | 22      |
| 6     | Угорщина                                       | 5      | 3      | 5      | 13      |
| 7     | Франція                                        | 4      | 1      | 2      | 7       |
| 8     | Велика Британія                                | 3      | 3      | 5      | 11      |
| 9     | США                                            | 3      | 7      | 17     | 27      |
| 10    | Бельгія                                        | 2      | 0      | 1      | 3       |
| 11    | Японія                                         | 2      | 2      | 1      | 5       |
| 11    | Чехословаччина Чехія                           | 1      | 2      | 1      | 4       |
| 12    | Фінляндія                                      | 1      | 1      | 0      | 2       |
| 13    | Швеція                                         | 0      | 1      | 3      | 4       |
| 14    | Норвегія                                       | 0      | 1      | 2      | 3       |
| 15    | Італія                                         | 0      | 0      | 2      | 2       |
| 16    | Швейцарія                                      | 0      | 1      | 0      | 1       |
| 16    | Польща                                         | 0      | 0      | 1      | 1       |

### Спортивні танці на льоду

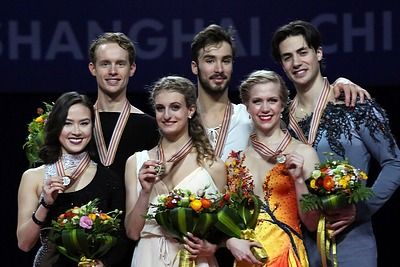
Призери Чемпіонату світу 2015 (зліва направо): Медісон Чок/Еван Бейтс (срібло), Габріелла Пападакіс/Гійом Сізерон (золото), Кейтлін Вівер/Ендрю Поже (бронза)

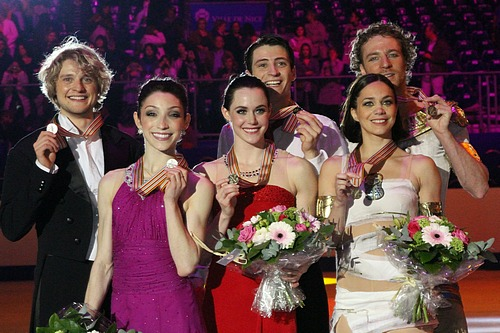
Призери Чемпіонату світу 2012 (зліва направо): Меріл Девіс/Чарлі Вайт (срібло), Тесса Вертью/Скотт Моїр (золото), Наталі Пешала/Фабіан Бурза (бронза)

Список призерів:
| Рік  | Місце                                                         | Золото                                                        | Срібло                                                        | Бронза                                                        |
| 1952 | Париж, Франція                                                | Джин Вествуд / Лоуренс Деммі                                  | Джоан Девірст / Джон Слетер                                   | Керол Петерс / Даніель Раян                                   |
| 1953 | Давос, Швейцарія                                              | Джин Вествуд / Лоуренс Деммі                                  | Джоан Девірст / Джон Слетер                                   | Керол Петерс / Даніель Раян                                   |
| 1954 | Осло, Норвегія                                                | Джин Вествуд / Лоуренс Деммі                                  | Неста Девіс / Пол Томас                                       | Кармел Бодель / Едварт Бодель                                 |
| 1955 | Відень, Австрія                                               | Джин Вествуд / Лоуренс Деммі                                  | Памела Вейт / Пол Томас                                       | Барбара Редфорд / Раймонд Локвуд                              |
| 1956 | Гарміш-Партенкірхен, ФРН                                      | Памела Вейт / Пол Томас                                       | Джун Маркхем / Кортні Джонс                                   | Барбара Томпсон / Джерард Рігбі                               |
| 1957 | Колорадо-Спрінгс, США                                         | Джун Маркхем / Кортні Джонс                                   | Джеральдін Фентон / Вільям МакЛохлен                          | Шерон МакКензі / Берт Райт                                    |
| 1958 | Париж, Франція                                                | Джун Маркхем / Кортні Джонс                                   | Джеральдін Фентон / Вільям МакЛохлен                          | Ендрю Андерсон / Дональд Джейкобі                             |
| 1959 | Колорадо-Спрінгс, США                                         | Доріан Денні / Кортні Джонс                                   | Ендрю Андерсон / Дональд Джейкобі                             | Джеральдін Фентон / Вільям МакЛохлен                          |
| 1960 | Ванкувер, Канада                                              | Доріан Денні / Кортні Джонс                                   | Вірджинія Томпсон / Вільям МакЛохлен                          | Крістіан Гуель / Джон Пауль Гуель                             |
| 1961 | Скасовано через авіакатастрофу 15 лютого 1961 року            | Скасовано через авіакатастрофу 15 лютого 1961 року            | Скасовано через авіакатастрофу 15 лютого 1961 року            | Скасовано через авіакатастрофу 15 лютого 1961 року            |
| 1962 | Прага, Чехословаччина                                         | Єва Романова / Павло Роман                                    | Крістіан Гуель / Джон Пауль Гуель                             | Вірджинія Томпсон / Вільям МакЛохлен                          |
| 1963 | Кортіна д'Ампеццо, Італія                                     | Єва Романова / Павло Роман                                    | Лінда Шерман / Майкл Філіпс                                   | Паулетта Доан / Кеннет Ормсбі                                 |
| 1964 | Дортмунд, ФРН                                                 | Єва Романова / Павло Роман                                    | Паулетта Доан / Кеннет Ормсбі                                 | Джанет Саубрірж / Девід Хікінгботтом                          |
| 1965 | Колорадо-Спрінгс, США                                         | Єва Романова / Павло Роман                                    | Джанет Саубрірж / Девід Хікінгботтом                          | Лора Дьєр / Джон Каррел                                       |
| 1966 | Давос, Швейцарія                                              | Діана Таулер / Бернард Форд                                   | Крістін Фортун / Денніс Свом                                  | Лора Дьєр / Джон Каррел                                       |
| 1967 | Відень, Австрія                                               | Діана Таулер / Бернард Форд                                   | Лора Дьєр / Джон Каррел                                       | Йонн Саддік / Малкольм Кеннон                                 |
| 1968 | Женева, Швейцарія                                             | Діана Таулер / Бернард Форд                                   | Йонн Саддік / Малкольм Кеннон                                 | Джанет Саубрірж / Джон Лейн                                   |
| 1969 | Колорадо-Спрінгс, США                                         | Діана Таулер / Бернард Форд                                   | Людмила Пахомова / Олександр Горшков                          | Джуді Швомьєр / Джеймс Следкі                                 |
| 1970 | Любляна, Югославія                                            | Людмила Пахомова / Олександр Горшков                          | Джуді Швомьєр / Джеймс Следкі                                 | Ангеліка Бук / Ерік Бук                                       |
| 1971 | Ліон, Франція                                                 | Людмила Пахомова / Олександр Горшков                          | Ангеліка Бук / Ерік Бук                                       | Джуді Швомьєр / Джеймс Следкі                                 |
| 1972 | Калгарі, Канада                                               | Людмила Пахомова / Олександр Горшков                          | Ангеліка Бук / Ерік Бук                                       | Джуді Швомьєр / Джеймс Следкі                                 |
| 1973 | Братислава, Чехословаччина                                    | Людмила Пахомова / Олександр Горшков                          | Ангеліка Бук / Ерік Бук                                       | Гіларі Грін / Глін Ватс                                       |
| 1974 | Мюнхен, ФРН                                                   | Людмила Пахомова / Олександр Горшков                          | Гіларі Грін / Глін Ватс                                       | Наталія Линичук / Геннадій Карпоносов                         |
| 1975 | Колорадо-Спрінгс, США                                         | Ірина Мойсеєва / Андрій Міненков                              | Колін О'Коннор / Джеймс Міллнс                                | Гіларі Грін                                                   |
| 1976 | Гетеборг, Швеція                                              | Людмила Пахомова / Олександр Горшков                          | Ірина Мойсеєва / Андрій Міненков                              | Коллен О'Коннор / Джеймс Мілнс                                |
| 1977 | Токіо, Японія                                                 | Ірина Мойсеєва / Андрій Міненков                              | Жанет Томпсон / Воррен Максвелл                               | Наталія Линичук / Геннадій Карпоносов                         |
| 1978 | Оттава, Канада                                                | Наталія Линичук / Геннадій Карпоносов                         | Ірина Мойсеєва / Андрій Міненков                              | Кріштіна Регоечі / Андрас Саллай                              |
| 1979 | Відень, Австрія                                               | Наталія Линичук / Геннадій Карпоносов                         | Кріштіна Регоечі / Андрас Саллай                              | Ірина Мойсеєва / Андрій Міненков                              |
| 1980 | Дортмунд, ФРН                                                 | Кріштіна Регоечі / Андрас Саллай                              | Наталія Линичук / Геннадій Карпоносов                         | Ірина Мойсеєва / Андрій Міненков                              |
| 1981 | Гартфорд, США                                                 | Джейн Торвілл / Крістофер Дін                                 | Ірина Мойсеєва / Андрій Міненков                              | Наталія Бестем'янова / Андрій Букін                           |
| 1982 | Копенгаген, Данія                                             | Джейн Торвілл / Крістофер Дін                                 | Наталія Бестем'янова / Андрій Букін                           | Ірина Мойсеєва / Андрій Міненков                              |
| 1983 | Гельсінкі, Фінляндія                                          | Джейн Торвілл / Крістофер Дін                                 | Наталія Бестем'янова / Андрій Букін                           | Джудіт Бламберг / Майкл Зайберт                               |
| 1984 | Оттава, Канада                                                | Джейн Торвілл / Крістофер Дін                                 | Наталія Бестем'янова / Андрій Букін                           | Джудіт Бламберг / Майкл Зайберт                               |
| 1985 | Токіо, Японія                                                 | Наталія Бестем'янова / Андрій Букін                           | Марина Клімова / Сергій Пономаренко                           | Джудіт Бламберг / Майкл Зайберт                               |
| 1986 | Женева, Швейцарія                                             | Наталія Бестем'янова / Андрій Букін                           | Марина Клімова / Сергій Пономаренко                           | Трейсі Вілсон / Роберт МакКалло                               |
| 1987 | Цинцинаті, США                                                | Наталія Бестем'янова / Андрій Букін                           | Марина Клімова / Сергій Пономаренко                           | Трейсі Вілсон / Роберт МакКалло                               |
| 1988 | Будапешт, Угорщина                                            | Наталія Бестем'янова / Андрій Букін                           | Марина Клімова / Сергій Пономаренко                           | Трейсі Вілсон / Роберт МакКалло                               |
| 1989 | Париж, Франція                                                | Марина Клімова / Сергій Пономаренко                           | Майя Усова / Олександр Жулин                                  | Ізабель Дюшене / Поль Дюшене                                  |
| 1990 | Галіфакс, Канада                                              | Марина Клімова / Сергій Пономаренко                           | Ізабель Дюшене / Поль Дюшене                                  | Майя Усова / Олександр Жулин                                  |
| 1991 | Мюнхен, Німеччина                                             | Ізабель Дюшене / Поль Дюшене                                  | Марина Клімова / Сергій Пономаренко                           | Майя Усова / Олександр Жулин                                  |
| 1992 | Окленд, США                                                   | Марина Клімова / Сергій Пономаренко                           | Майя Усова / Олександр Жулин                                  | Оксана Грищук / Євген Платов                                  |
| 1993 | Прага, Чехія                                                  | Майя Усова / Олександр Жулин                                  | Оксана Грищук / Євген Платов                                  | КАнжеліка Крилова / Володимир Федоров                         |
| 1994 | Тіба, Японія                                                  | Оксана Грищук / Євген Платов                                  | Софі Моніот / Паскаль Лаванші                                 | Сюзанна Рахкамо / Петрі Кокко                                 |
| 1995 | Бірмінгем, Велика Британія                                    | Оксана Грищук / Євген Платов                                  | Сюзанна Рахкамо / Петрі Кокко                                 | Софі Моніот / Паскаль Лаванші                                 |
| 1996 | Едмонтон, Канада                                              | Оксана Грищук / Євген Платов                                  | Анжеліка Крилова / Олег Овсянніков                            | Ше-Лінн Бурн / Віктор Краатц                                  |
| 1997 | Лозанна, Швейцарія                                            | Оксана Грищук / Євген Платов                                  | Анжеліка Крилова / Олег Овсянніков                            | Ше-Лінн Бурн / Віктор Краатц                                  |
| 1998 | Міннеаполіс, США                                              | Анжеліка Крилова / Олег Овсянніков                            | Марина Анісіна / Гвендаль Пейзера                             | Ше-Лінн Бурн / Віктор Краатц                                  |
| 1999 | Гельсінкі, Фінляндія                                          | Анжеліка Крилова / Олег Овсянніков                            | Марина Анісіна / Гвендаль Пейзера                             | Ше-Лінн Бурн / Віктор Краатц                                  |
| 2000 | Ніцца, Франція                                                | Марина Анісіна / Гвендаль Пейзера                             | Барбара Фузар-Полі / Мауріціо Маргаліт                        | Маргарита Дробязко / Повілас Ванагас                          |
| 2001 | Ванкувер, Канада                                              | Барбара Фузар-Полі / Мауріціо Маргаліт                        | Марина Анісіна / Гвендаль Пейзера                             | Ірина Лобачова / Ілля Авербух                                 |
| 2002 | Нагано, Японія                                                | Ірина Лобачова / Ілля Авербух                                 | Ше-Лінн Бурн / Віктор Краатц                                  | Галіт Хайт / Сергій Сахновський                               |
| 2003 | Вашингтон, США                                                | Ше-Лінн Бурн / Віктор Краатц                                  | Ірина Лобачова / Ілля Авербух                                 | Албена Денкова / Максим Стависький                            |
| 2004 | Дортмунд, Німеччина                                           | Тетяна Навка / Роман Костомаров                               | Албена Денкова / Максим Стависький                            | Каті Вінклер / Рене Лозі                                      |
| 2005 | Москва, Росія                                                 | Тетяна Навка / Роман Костомаров                               | Таніт Белбін / Бенжамін Агосто                                | Олена Грушина / Руслан Гончаров                               |
| 2006 | Калгарі, Канада                                               | Албена Денкова / Максим Стависький                            | Марі-Франс Дюбрель / Патріс Лозон                             | Таніт Белбін / Бенжамін Агосто                                |
| 2007 | Токіо, Японія                                                 | Албена Денкова / Максим Стависький                            | Марі-Франс Дюбрель / Патріс Лозон                             | Таніт Белбін / Бенжамін Агосто                                |
| 2008 | Гетеборг, Швеція                                              | Ізабель Делобель / Олів'є Шонфельдер                          | Тесса Вертью / Скотт Моїр                                     | Яна Хохлова / Сергій Новицький                                |
| 2009 | Лос-Анджелес, США                                             | Оксана Домніна / Максим Шабалін                               | Таніт Белбін / Бенжамін Агосто                                | Тесса Вертью / Скотт Моїр                                     |
| 2010 | Турин, Італія                                                 | Тесса Вертью / Скотт Моїр                                     | Меріл Девіс / Чарлі Вайт                                      | Федеріка Фаелла / Массімо Скалі                               |
| 2011 | Москва, Росія                                                 | Меріл Девіс / Чарлі Вайт                                      | Тесса Вертью / Скотт Моїр                                     | Майя Шибутані / Алекс Шибутані                                |
| 2012 | Ніцца, Франція                                                | Тесса Вертью / Скотт Моїр                                     | Меріл Девіс / Чарлі Вайт                                      | Наталі Пешала / Фабіан Бурза                                  |
| 2013 | Лондон, Канада                                                | Меріл Девіс / Чарлі Вайт                                      | Тесса Вертью / Скотт Моїр                                     | Катерина Боброва / Дмитро Соловйов                            |
| 2014 | Сайтама, Японія                                               | Анна Каппелліні / Лука Ланотте                                | Кейтлін Вівер / Ендрю Поже                                    | Наталі Пешала / Фабіан Бурза                                  |
| 2015 | Шанхай, Китай                                                 | Габріелла Пападакіс / Гійом Сізерон                           | Медісон Чок / Еван Бейтс                                      | Кейтлін Вівер / Ендрю Поже                                    |
| 2016 | Бостон, США                                                   | Габріелла Пападакіс / Гійом Сізерон                           | Майя Шибутані / Алекс Шибутані                                | Медісон Чок / Еван Бейтс                                      |
| 2017 | Гельсінкі, Фінляндія                                          | Тесса Верчу / Скотт Моїр                                      | Габріелла Пападакіс / Гійом Сізерон                           | Майя Шибутані / Алекс Шибутані                                |
| 2018 | Мілан, Італія                                                 | Габріелла Пападакіс / Гійом Сізерон                           | Медісон Габбелл / Захарі Доног'ю                              | Кейтлін Вівер / Ендрю Поже                                    |
| 2019 | Сайтама, Японія                                               | Габріелла Пападакіс / Гійом Сізерон                           | Вікторія Сініцина / Микита Кацалапов                          | Медісон Габбелл / Закарі Доног'ю                              |
| 2020 | Чемпіонат не проводився через пандемію коронавірусної хвороби | Чемпіонат не проводився через пандемію коронавірусної хвороби | Чемпіонат не проводився через пандемію коронавірусної хвороби | Чемпіонат не проводився через пандемію коронавірусної хвороби |
| 2021 | Стокгольм, Швеція                                             | Вікторія Сініцина / Микита Кацалапов                          | Медісон Габбелл / Закарі Доног'ю                              | Пайпер Гіллес / Поль Пуар'є                                   |
| 2022 | Монпельє, Франція                                             | Габріелла Пападакіс / Гійом Сізерон                           | Медісон Габбелл / Закарі Доног'ю                              | Медісон Чок / Еван Бейтс                                      |
| 2023 | Сайтама, Японія                                               | Медісон Чок / Еван Бейтс                                      | Шарлен Гіньяр / Марко Фаббрі                                  | Пайпер Гіллес / Поль Пуар'є                                   |
| 2024 | Монреаль, Канада                                              | Медісон Чок / Еван Бейтс                                      | Пайпер Гіллес / Пол Пуар'є                                    | Шарлен Гіньяр / Марко Фаббрі                                  |
| 2025 | Бостон, США                                                   | Медісон Чок / Еван Бейтс                                      | Пайпер Гіллес / Пол Пуар'є                                    | Лайла Фір / Льюїс Гібсон                                      |

#### Загальна кількість медалей
| Місце | Країна                                         | Золото | Срібло | Бронза | Загалом |
| ----- | ---------------------------------------------- | ------ | ------ | ------ | ------- |
| 1     | СРСР Об'єднана команда Росія                   | 29     | 20     | 13     | 62      |
| 2     | Велика Британія                                | 17     | 10     | 8      | 35      |
| 3     | Франція                                        | 8      | 7      | 5      | 20      |
| 4     | Канада                                         | 4      | 13     | 14     | 31      |
| 5     | Чехословаччина Чехія                           | 4      | 0      | 0      | 4       |
| 6     | США                                            | 4      | 14     | 21     | 39      |
| 7-8   | Італія                                         | 2      | 1      | 2      | 5       |
| 7-8   | Болгарія                                       | 2      | 1      | 1      | 4       |
| 9     | Угорщина                                       | 1      | 1      | 1      | 3       |
| 10    | Німеччина ФРН Об'єднана німецька команда + НДР | 0      | 3      | 2      | 5       |
| 11    | Фінляндія                                      | 0      | 1      | 1      | 2       |
| 12-15 | Україна                                        | 0      | 0      | 1      | 1       |
| 12-15 | Литва                                          | 0      | 0      | 1      | 1       |
| 12-15 | Ізраїль                                        | 0      | 0      | 1      | 1       |
| 12-15 | Польща                                         | 0      | 0      | 1      | 1       |

## Загальний медальний залік
| Місце | Країна                                         | Золото | Срібло | Бронза | Загалом |
| ----- | ---------------------------------------------- | ------ | ------ | ------ | ------- |
| 1     | СРСР Об'єднана команда Росія                   | 85,5   | 72,5   | 54     | 212     |
| 2     | США                                            | 56     | 62     | 80     | 198     |
| 3     | Австрія                                        | 36     | 46     | 34     | 116     |
| 4     | Канада                                         | 35     | 37     | 33     | 105     |
| 5     | Німеччина ФРН Об'єднана німецька команда + НДР | 33,5   | 47,5   | 39     | 130     |
| 6     | Велика Британія                                | 24     | 29     | 24     | 77      |
| 7     | Франція                                        | 15     | 18     | 20     | 53      |
| 8     | Швеція                                         | 15     | 7      | 11     | 33      |
| 9     | Угорщина                                       | 13     | 7      | 15     | 35      |
| 10    | Японія                                         | 11     | 15     | 22     | 47      |
| 11    | Чехословаччина Чехія                           | 10     | 5      | 5      | 20      |
| 12    | Норвегія                                       | 10     | 2      | 5      | 17      |
| 13    | Китай                                          | 8      | 11     | 9      | 28      |
| 14    | Швейцарія                                      | 4      | 2      | 2      | 8       |
| 15    | Нідерланди                                     | 4      | 1      | 3      | 8       |
| 16    | Італія                                         | 3      | 3      | 6      | 12      |
| 17    | Корея                                          | 2      | 2      | 2      | 6       |
| 18    | Болгарія                                       | 2      | 1      | 1      | 4       |
| 19    | Іспанія                                        | 2      | 0      | 2      | 4       |
| 20    | Бельгія                                        | 2      | 0      | 1      | 3       |
| 21    | Фінляндія                                      | 0      | 2      | 3      | 5       |
| 22    | Казахстан                                      | 0      | 2      | 1      | 3       |
| 23    | Україна                                        | 1      | 0      | 1      | 2       |
| 24    | Польща                                         | 0      | 0      | 2      | 2       |
| 25-26 | Литва                                          | 0      | 0      | 1      | 1       |
| 25-26 | Ізраїль                                        | 0      | 0      | 1      | 1       |